# Trentino Rosa
La Trentino Rosa è stata una società pallavolistica femminile italiana con sede a Trento.

## Storia

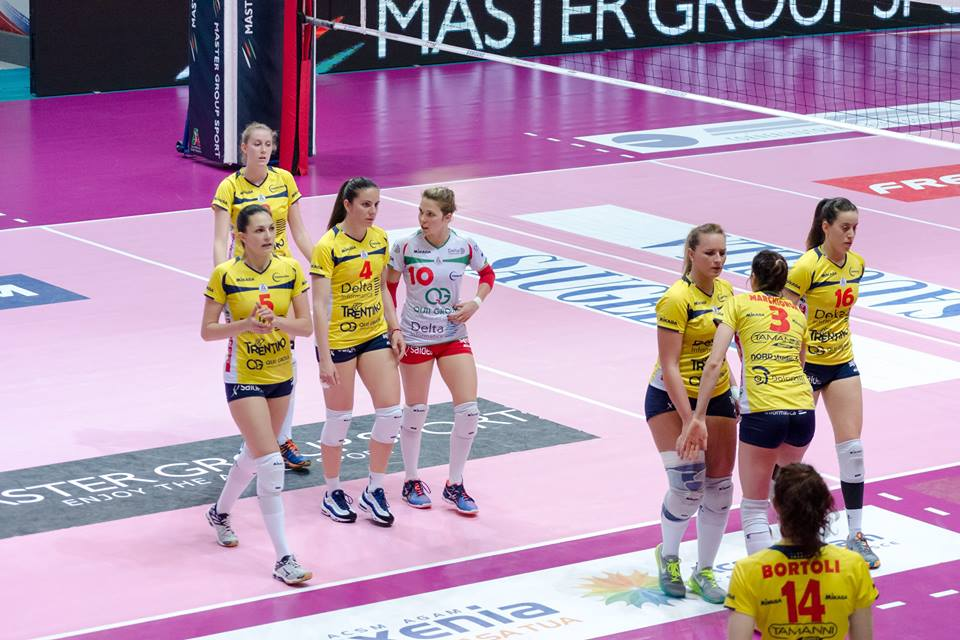
La squadra nella stagione 2015-16

La Trentino Rosa viene fondata nel 2008 e ammessa a partecipare alla Serie B1 2008-09; dalla stagione successiva, il club stringe una collaborazione con la società della Trentino Volley: nella stagione 2009-10 sfiora la promozione in Serie A2, venendo sconfitta nella serie finale dei play-off dal Time Volley Matera, ma centra l'obiettivo nell'annata seguente con la chiusura al primo posto del proprio girone al termine della regular season. La fine della collaborazione con la squadra maschile, accompagnata da problemi di natura economica, costringono la Trentino Rosa a rinunciare alla partecipazione del campionato cadetto, cedendo il titolo sportivo al Verona, ma anche a sospendere tutte le attività.
La società viene rifondata nel 2012, ripartendo sempre dalla Serie B1: conclusa la prima annata al quarto posto, centra una nuova promozione al termine del campionato 2013-14, con la vittoria dei play-off.
Nella stagione 2014-15 esordisce in Serie A2, sfiorando nella stagione successiva la promozione in Serie A1, venendo sconfitta nella serie finale dei play-off promozione dalla Pro Victoria. Nella stagione 2019-20 conquista la Coppa Italia di Serie A2.
Nell'annata 2020-21 la Trentino Rosa viene ripescata in Serie A1, debuttando nella massima divisione italiana: nella stessa annata si qualifica per la prima alla Coppa Italia, uscendo ai quarti di finale, e ai play-off scudetto, eliminata agli ottavi di finale. Nella stagione successiva, al termine della regular season, a seguito dell'ultimo posto in classifica, retrocede in Serie A2: tuttavia la società cede il titolo sportivo alla Trentino, terminando ogni tipo di attività.

## Palmarès
- Coppa Italia di Serie A2: 1

2019-20